# María de los Ángeles Cardona Florit
María de los Ángeles Cardona Florit (Ferrerías, Menorca, 8 de octubre de 1940-Barcelona, 24 de diciembre de 1991) fue una científica española. Estudió Ciencias biológicas en la Universidad de Barcelona, donde obtuvo su licenciatura en el año 1963.
Interesada en presentar una obra muy dinga como tesis doctoral, trabajó muy intensamente de 1964 a 1971 para llevar a cabo un amplio proyecto sobre el curso de la vida y el ciclo anual de las plantas y las comunidades vegetales que hay en ambientes diferentes. Seleccionó un número considerable de áreas diversas de Collserola, junto a Barcelona. Y, durante más de dos años seguidos, fue cada semana a examinar el estado de la vegetación de las diversas áreas de estudio.
Obtuvo su doctorado en 1972. Desde ese año y hasta 1985, trabajó como adjunta en el Departamento de Botánica de la Universidad de Barcelona; para en 1986 hizo oposiciones y pasó a ser catedrática de biología vegetal en esa Universidad.
Terminada la obra de su doctorado se inclinó por los estudios de citotaxonomía, ciencia que establece la identificación sobre la base de las características cromosómicas.
Estableció relación con investigadoras e investigadores de varios países. Una de las colaboraciones más sólidas fue la que mantuvo con Juliette Contandriopoulos, a la sazón profesora de la Universidad de Marsella y especialista en vegetales del Mediterráneo Oriental.
Según el método de Contandriopoulos i Cardona, de 1984, basado en el nivel de ploidia, se pueden clasificar los taxones endémicos de Menorca según su antigüedad: los paleoendemismos son aquellos endemismos de origen más remoto (terciario), los "esquizoendemismos paleógenos" no son tan remotos pero provienen del comienzo del cuaternario, los esquizoendemismos tendrían un origen reciente.
La doctora Cardoná tenía interés, en primer lugar, en la botánica de las Islas Baleares, y, sobre todo, en la de Menorca, pero también trabajó en otros ambientes.

## Algunas publicaciones

### Libros
- maria àngels Cardona i Florit. 1988. Enciclopèdia de Menorca: El món vegetal. Editor Obra Cultural Balear de Menorca, 273 pp. ISBN 84-600-1437-1

- -------------------------------------. 1980. Funcionalisme i ecologia d'algunes comunitats vegetals barcelonines. Volumen 59 de Arxius de la Secció de Ciències. Editor Institut d'Estudis Catalans, 348 pp. ISBN 84-7283-030-6 texto en línea

- -------------------------------------. 1973. Observaciones sobre dinámica de algunas comunidades de la serie evolutiva del encinar. Volumen 7 de Acta geobotanica barcinonensia. Editor Departamento de Botánica, Facultad de Ciencias, Universidad de Barcelona, 15 pp.

## Honores
Miembro
- Institución Catalana de Historia Natural, actualmente una filial del Institut d'Estudis Catalans
- Sociedad de Historia Natural de las Baleares

- La abreviatura «Cardona» se emplea para indicar a María de los Ángeles Cardona Florit como autoridad en la descripción y clasificación científica de los vegetales.[2]